# Drighiu
Drighiu – wieś w Rumunii, w okręgu Sălaj, w gminie Halmășd. W 2011 roku liczyła 415 mieszkańców.